# 高橋めぐみ (AV女優)
高橋 めぐみ（たかはし めぐみ 、1967年〈昭和42年〉5月10日 - ）は、日本の元AV女優。

## 略歴
1987年にデビュー。AV創世期に活躍した女優の1人で、女子校生モノやSM系の作品に多く出演した。
AVの他、「にっかつロマンポルノ」など成人映画にも多数出演している。また、一般Vシネ二部作「ザ・ブラインドキャット」「妖闘地帯KIRIKO」にも主演した。

## 出演作品

### アダルトビデオ
- 隷獣 幻の令嬢（1987年5月10日、にっかつビデオフィルムズ）
- 桃尻吐息（1987年10月13日、ゴールデンキャンディ）
- いちころ 放課後ニャンニャン（1987年、SAMM）
- エロスの鐘を鳴らして 至鐘の愛（1987年）
- キャンディギャル（1987年、アリスJAPANN）
- ザ・不倫 いれごろ（1987年）
- 仁義なきお嬢さま（1987年）
- 新ゆりの女たち 誘われてエロチック（1987年）
- セーラー服危険なH（1987年、ファイブスター）
- ホテル・イマージュ（1987年、ジャンクション）
- 水鏡（1987年、宇宙企画）
- 誘惑夢案内（1987年、シネマジック）
- 淫・秘・乱（1988年）
- 激射7（1988年、サーチ）…オムニバス作品、他出演：松原久美子・海音寺まりな・山崎真紀 他
- マラケッシュ（1988年、クリスタル映像）
- 縄の世界1（1989年3月20日、シネマジック）
- 星がながれて（1989年、大陸書房）
- 奴隷華4（1994年4月25日、シネマジック）…共演：森下優子
- インモラルブルース（シネマジック）…共演：島崎梨乃
- チェンジリング（アリスJAPAN）
- 恥焦れ怪の館（アリスJAPAN）
- ファイブ・メール（クラッシュ）
- DECADE 高橋めぐみ（2005年4月22日、）…総集編
- Legend Plus vol.7（2008年1月25日、）…総集編、他出演：高樹陽子・東清美

### ピンク映画
- 地下鉄連続レイプ 愛人狩り（1988年、にっかつロマンポルノ） - 共演：岸加奈子・瞳さやか・早瀬つばさ
- 菊池えり 巨乳責め（1988年、にっかつロマンポルノ） - 共演：菊池えり・瞳さやか
- ザ・極限 -名器づくり-（1988年、にっかつロマンポルノ） - 共演：佐伯リカ・原田楊子 他
- 実写版 淫獣学園 色魔界の逆襲（1994年、大映） - 共演：氷高小夜・麻宮淳子・西田ももこ・水野さやか

### オリジナルビデオ
- ザ・ブラインドキャット シリーズ
  - セクシーハードバイオレンス ザ・ブラインドキャット（1992年10月21日、ファントム・プロダクツ）[1] - 主演・霧子 役
  - セクシーハードバイオレンス KIRIKO II 妖闘地帯（1994年、ファントム・プロダクツ）[2] - 主演・キリコ 役